# Не подходи к воде (фильм)
«Не подходи к воде» (англ. Don't Go Near The Water) — кинокомедия 1957 года об общественном взаимодействии подразделений ВМС США, находящихся на острове в Тихом океане во время Второй мировой войны. Это кинопостановка одноимённого романа 1956 года Уильяма Бринкли. В главных ролях снялись Гленн Форд и Джиа Скала. Это первая из нескольких «рядовых комедий», в которой Форд снялся после оглушительного успеха картины «Чайная церемония». Фильм стал очень успешным и в дальнейшем зарекомендовал Форда в качестве искусного комедийного актёра.

## Сюжет
На маленьком острове в южной части Тихого океана департамент ВМС США по связям с общественностью проводит Вторую мировую войну без единого корабля поблизости. Лейтенант Макс Сигел — заместитель невежественного командира, который уверен, что морская служба — худшее наказание для мужчины.

## Актёрский состав
- Гленн Форд — лейтенант Дж. Г. Макс Сигел
- Джиа Скала — Мелора Эльба
- Эрл Холлиман — Адам Гарретт
- Энн Фрэнсис — лейтенант Элис Томлен
- Кинан Уинн — Гордон Рипуэлл
- Фред Кларк — капитан-лейтенант Клинтон Т. Нэш
- Эва Габор — Дебора Олдридж
- Расс Тэмблайн — Инсайн Тайсон
- Джефф Ричардс — лейтенант Росс Пендлтон
- Микки Шонесси — Фаррагут Джонс
- Джек Альбертсон — репортёр Джордж Дженсен
- Расс Тэблин — Энсин Тайсон